# 八戸広域農業協同組合

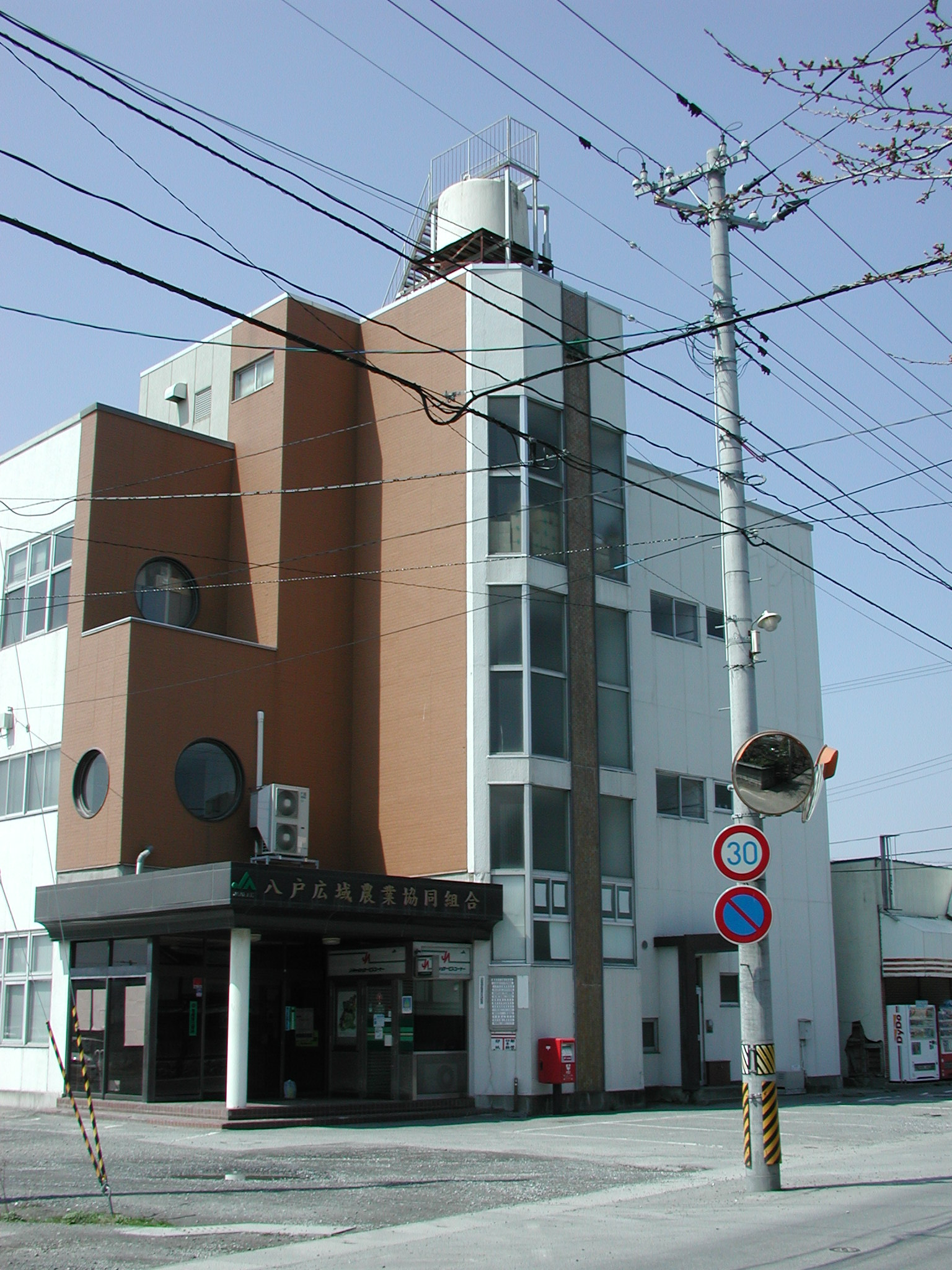
JA八戸広域 本店（2008年4月）

八戸広域農業協同組合（はちのへこういきのうぎょうきょうどうくみあい、略称JA八戸広域、八戸広域農協）は2009年3月31日まで存在し、青森県八戸市に本店を置いていた農業協同組合。
2009年4月1日をもって三八地区の4つのJA（当JAと、まべち・しんせい五戸・田子町）が新設合併して「八戸農業協同組合（JA八戸）」が発足されたことにより、解散した。

## 沿革
- 1999年 - 八戸市・階上町・福地村・青森南郷の4農協が新設合併し、八戸広域農業協同組合が発足。
- 2009年4月 - 当農協がまべち・しんせい五戸・田子町の3農協との新設合併をし、八戸農業協同組合が発足されたことにより、解散。

## 店舗
八戸市
- 本店/上長支店 - 尻内町内矢沢2-5
- 舘支店 - 櫛引上川原1-1
- 市川支店 - 市川町赤畑19-4
- 豊崎支店 - 豊崎町中村17-1
- 下長支店 - 河原木河原木後10
- 是川支店 - 是川東前田47-5
- 南郷支店 - 南郷区島守熊堂20
  - 中沢出張所 - 南郷区市野沢市野沢58

三戸郡内
- 階上支店 - 階上町赤保内耳ヶ吠6-42
- 福地支店 - 南部町苫米地下宿19-4

## その他
- 同農協設置のJAバンクATMは、すべて平日及び土曜のみの稼働である。